# Anfípolis
40°49′N 23°51′E / 40.82, 23.85

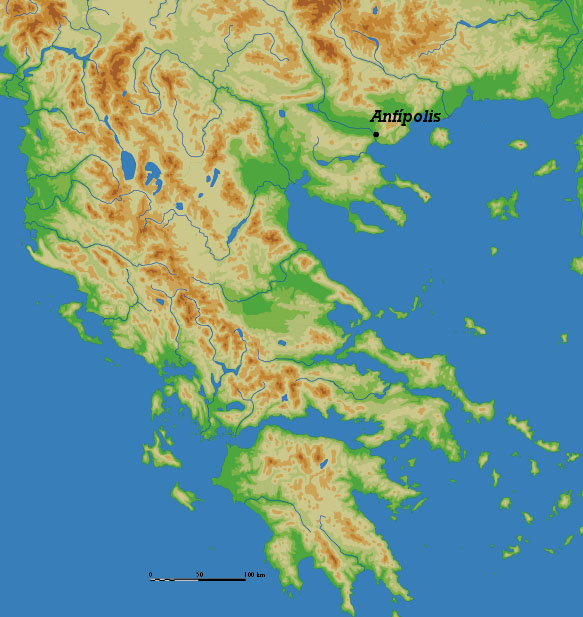
Localización de Anfípolis.

Anfípolis (en griego antiguo ᾿Aμφίπολις Amphípolis,  en griego moderno Αμφίπολη Amfípoli) fue una ciudad griega de la Antigüedad, en Macedonia oriental, situada en la península semicircular formada por el río Estrimón a 4 km de su desembocadura. Su nombre se debía precisamente a esa situación. Estaba en una encrucijada de caminos, al oeste del monte Pangeo. El río la unía con el puerto de Eyón.
En la actualidad, Anfípolis es el nombre de un municipio de la unidad periférica de Serres de la periferia de Macedonia Central y de un pequeño pueblo de dicho municipio que tenía 147 habitantes en el año 2011.

## Los orígenes de la ciudad

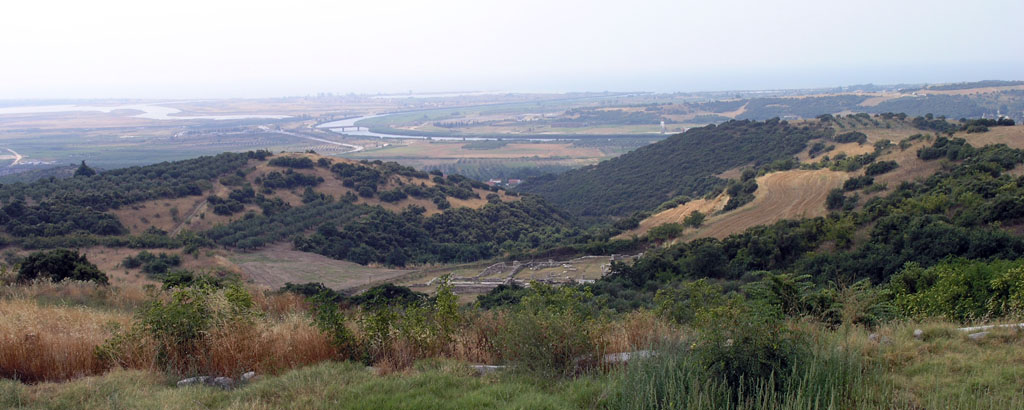
Vista del delta del Estrimón desde la acrópolis de Anfípolis. En primer plano se pueden observan los restos del antiguo gimnasio.

La ciudad pertenecía en el siglo VI a. C. a la tribu tracia de los edones y su nombre era Ἐννέα ὁδοί, Ennea Hodoi (Nueve caminos).
Darío I envió al general Megabazo al oeste a someter a los peonios, en el valle alto del Estrimón y llegó hasta la ciudad de Eyón, en la desembocadura del río, y la convirtió en la capital aqueménida de Europa. Los edones proveían de lo necesario a la guarnición persa. 
En 492 a. C., los persas además de haber sometido a los jonios y haber pacificado Tracia, anexionaron Macedonia a su imperio.
A lo largo de todo el siglo V a. C. Atenas buscaba asegurarse el control de Tracia que revestía una gran importancia estratégica por sus materias primas, metales preciosos (oro, plata) del Pangeo, madera, indispensable para la construcción naval, y por ser la ruta marítima de los estrechos que garantizaba el aprovisionamiento de trigo de Escitia.
El lugar en que estaba situada Anfípolis lo intentó colonizar Aristágoras de Mileto en el 497 a. C. Trató de establecerse en Mircino de Tracia, ciudad junto al Estrimón a 7 km al norte de Anfípolis, pero murió luchando con los tracios edones.
Cuando Jerjes I invadió Grecia en la campaña del año 480 a. C. su ejército cruzó el río Estrimón en Ennea Hodoi. Heródoto relata que, al saber el nombre de la ciudad (cuyo significado es nueve caminos), los persas enterraron vivos a nueve hombres jóvenes y nueve doncellas de entre la población nativa.
En el invierno de 476-475 a. C., los atenienses volvieron a intentar conquistar la zona. Cimón puso asedio a Eyón, situada en la desembocadura del río Estrimón, en las proximidades de Anfípolis y que estaba en poder de los persas. La tomó y esclavizó a sus habitantes.
Algunos años después, hacia el 465-464 a. C., lo intentaron de nuevo los atenienses, que enviaron a Sófanes y a Leagro al mando de 10 000 colonos, pero los tracios edones acabaron con la expedición, matando a muchos en Drabesco o en Dato.
Veintiocho años después Hagnón, el estratego ateniense hijo de Nicias, consiguió conquistarla. La ocupó en 437-436 a. C., refundó la ciudad y estableció colonos, tanto atenienses como griegos de otras polis. Los colonos habían partido del puerto de Eyón que, tras haber sido conquistada por Cimón, había sido convertido en emporion ateniense. Hagnón planificó la ciudad de forma que por tres de sus lados estaba defendida por el río Estrimón y en el cuarto construyó una muralla. También acometió la tarea de la construcción de un puente.
Anfípolis prosperó y fue una de las colonias atenienses más valiosas. Eclipsó a Eyón que acabó convirtiéndose en su puerto. Tucídides documenta la existencia de un santuario de Atenea en la ciudad.

Plano esquemático de Anfípolis.

La nueva fundación se llamó Anfípolis, literalmente «en torno a la ciudad», nombre sobre el cual los lexicógrafos han discutido ampliamente, a pesar de las explicaciones muy claras de Tucídides, que señala que su nombre era debido a que estaba rodeada por el río Estrimón por ambos lados: una noticia de la Suda (presente también en el Lexicon de Focio) lo comenta y recobra una explicación proporcionada, según Harpocración, por Marsias de Pela, según la cual una población numerosa vivía alrededor de la ciudad. Más frecuente, y también mucho más verosímil es la explicación dada por el gramático Julio Pólux: el nombre indicaría la vecindad de un istmo o de un vado. Pero es el Etymologicum Genuinum el más explícito, con la siguiente definición: «ciudad de los atenienses o de Tracia, que se llamaba anteriormente Nueve Caminos, (así llamada) porque está delimitada y rodeada por el río Estrimón». Esta descripción corresponde efectivamente al emplazamiento de la ciudad (ver esquema contiguo) y a la descripción de Tucídides.
Anfípolis fue desde 435 a. C. el principal punto de apoyo ateniense en Tracia y, como tal, el punto de mira de sus adversarios lacedemonios: el elemento ateniense era muy minoritario en la ciudad y el general espartano Brásidas consiguió ponerla en contra de su metrópolis en 424 a. C., sobre todo, gracias a la ayuda de los habitantes de la localidad vecina de Argilo. Una expedición de socorro, que contaba con naves de la isla de Tasos, dirigida por el estratego (e historiador) Tucídides hubo de conformarse con socorrer a Eyón sin lograr apoderarse de Anfípolis al llegar tarde a la batalla de Anfípolis. Este fracaso le supuso el exilio a Tucídides. 
Una nueva expedición ateniense, bajo el mando de Cleón de Atenas fracasó de nuevo en 422 a. C. Cleón y su adversario Brásidas de Esparta encontraron la muerte en la batalla de Anfípolis bajo los muros de la ciudad. A Brásidas, desde entonces, los anfipolitas le tributaban honores de héroe.  
Anfípolis mantuvo desde entonces la independencia hasta el reinado de Filipo II. 
Los atenienses tuvieron que ceder y firmar la Paz de Nicias, con la promesa de una futura devolución de Anfípolis por parte de Esparta; pero la devolución estipulada no se produjo ya que los colonos (entre los cuales los atenienses eran minoría) rehusaron volver a la Liga de Delos, lo que constituyó un motivo más de conflicto entre las dos potencias. Anfípolis formó una estrecha alianza con Olinto.
Cuando se remprendió la guerra en el año 413 a. C. (Guerra de Decelia), la lucha por Anfípolis se reanudó, pero los atenienses no lograron reconquistar la ciudad. Su reconquista fue un objetivo prioritario para Atenas hasta el final de la guerra del Peloponeso en 404 a. C.

## De colonia ateniense a ciudad romana

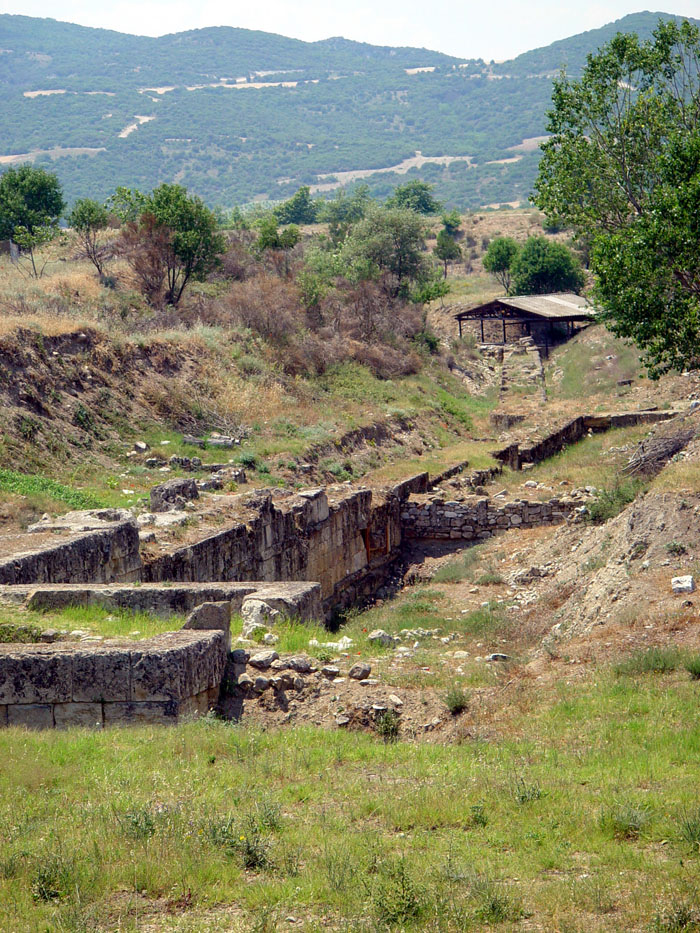
Fortificaciones y antiguo puente sobre troncos de Anfípolis.

En la primera mitad del siglo IV a. C. los atenienses intentaron recobrar la ciudad por la vía diplomática y también por la militar, principalmente durante el gobierno de Calístrato, pero no obtuvieron resultados positivos.
En el año 368 a. C. los atenienses eligieron a Ifícrates para tratar de conquistar Anfípolis pero no lo consiguió.
En 365 a. C. el rey Pérdicas III de Macedonia precisó de la ayuda de Atenas y cooperó con el comandante ateniense Timoteo en la conquista de Anfípolis. Pero una vez conquistada el rey de Macedonia se la apropió y rompió la alianza con Atenas. 
En el año 360 a. C. Atenas entró en negociaciones con Filipo II. Filipo retiró las fuerzas macedonias de la ciudad, que pasó a ser independiente y envió embajadores que transmitieron su renuncia a cualquier pretensión sobre Anfípolis. Los atenienses esperaban apoderarse fácilmente de ella, aislada y sin aliados o protectores, pero el ataque de Timoteo de Atenas fue rechazado con la ayuda de Olinto (359 a. C.) A continuación Filipo II, consolidado en el poder, regresó a la ciudad y la ocupó. Estableció una guarnición y los enemigos de Macedonia fueron enviados al exilio. Según el historiador Teopompo, esta conquista habría sido objeto de un acuerdo secreto entre Atenas y Filipo II, por el cual, el rey macedonio se habría comprometido a entregar la ciudad a cambio de la plaza fuerte de Pidna. Pero el macedonio incumplió el tratado al no ceder Anfípolis y sitiar Pidna. En 357 a. C., una revuelta entre los aliados atenienses incitada por el sátrapa de Caria, Mausolo, impidió a los atenienses cualquier acción militar sobre Anfípolis. 
Tras la conquista por Filipo, la ciudad no fue incorporada inmediatamente al reino macedonio (Hatzopoulos 1996) y conservó durante algún tiempo sus instituciones y una cierta autonomía. En aquel momento la frontera macedonia aún no se había extendido al este. Filipo instaló, no obstante, a macedonios en Anfípolis y la ciudad llegó ser de hecho macedonia: la nomenclatura, el calendario y la moneda. Referente a la moneda, las estáteras de oro salidas del nuevo taller construido por Filipo, para acuñar el oro del monte Pangeo, reemplazaron a las dracmas anfipolitanas. 
Bajo el reinado de Alejandro Magno, Anfípolis fue una importante base naval, y tres de los más célebres almirantes de Macedonia vivieron en Anfípolis: Nearco, Andróstenes y Laomedonte, cuya sepultura estaba indicada probablemente por el famoso león de Anfípolis. Alejandro planeó construir un lujoso templo dedicado a Artemisa Taurópola, que finalmente no fue erigido. Después de su muerte el 11 de junio de 323 a. C., su viuda Roxana se estableció en Anfípolis. En el 288 a. C., durante el reinado de Demetrio en Macedonia, Lisímaco de Tracia se apoderó de la ciudad.

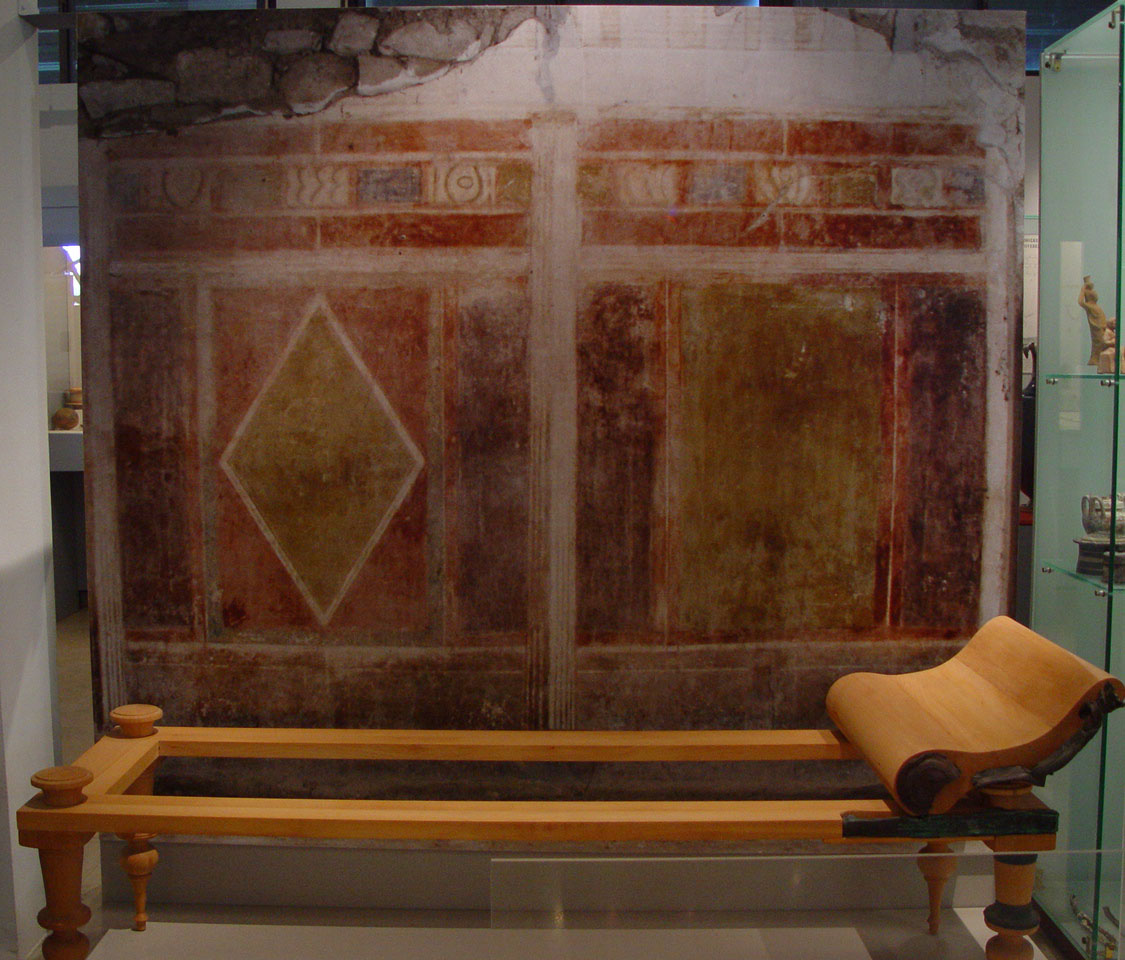
Fresco de una casa helenística de Anfípolis.

Anfípolis se convirtió en una de las principales estaciones del camino real de Macedonia oriental (como atestigua un mojón encontrado entre Filipos y Anfípolis que proporciona la distancia desde esta última), además de la Vía Egnatia, la principal vía romana que atravesaba el sur de los Balcanes. Además de las murallas de la ciudad, de este periodo no quedan restos y solo pueden contemplarse el gimnasio y una rica casa decorada con frescos muy bien conservados.
Si el plano de la ciudad es mal conocido, sus instituciones no lo son, gracias a una rica documentación epigráfica: una ordenanza militar de Filipo V y una ley efébica fueron encontradas en el gimnasio. 
Anfípolis fue el lugar donde murió el rey Filipo V, en el año 179 a. C. Tras la victoria final del ejército romano sobre Macedonia en 168 a. C., en la batalla de Pidna, Anfípolis pasó a ser la capital del primero de los cuatro distritos creados por los romanos para reemplazar al reino de los Antigónidas. La reorganización de Macedonia la llevó a cabo el cónsul Lucio Emilio Paulo Macedónico.
Durante la guerra contra Bruto y Casio que terminó en la  Batalla de Filipos, fue base de los triunviros en el año 42. Estos, después de la batalla, para impedir el reagrupamiento de los supervivientes de los cesaricidas, la colocaron bajo el control de Cayo Norbano Flaco, y, como premio a su lealtad, la declararon ciudad libre (civitas libera), es decir, nominalmente independiente y aliada de Roma.
Está atestiguada la existencia de lugares de culto en Anfípolis en la Antigüedad a Artemisa Taurópola y a Atenea. El gramático Zoilo fue uno de sus ciudadanos más célebres.
Pablo de Tarso la visitó en el año 50 de camino a Tesalónica.

## La renovación de la Antigüedad tardía

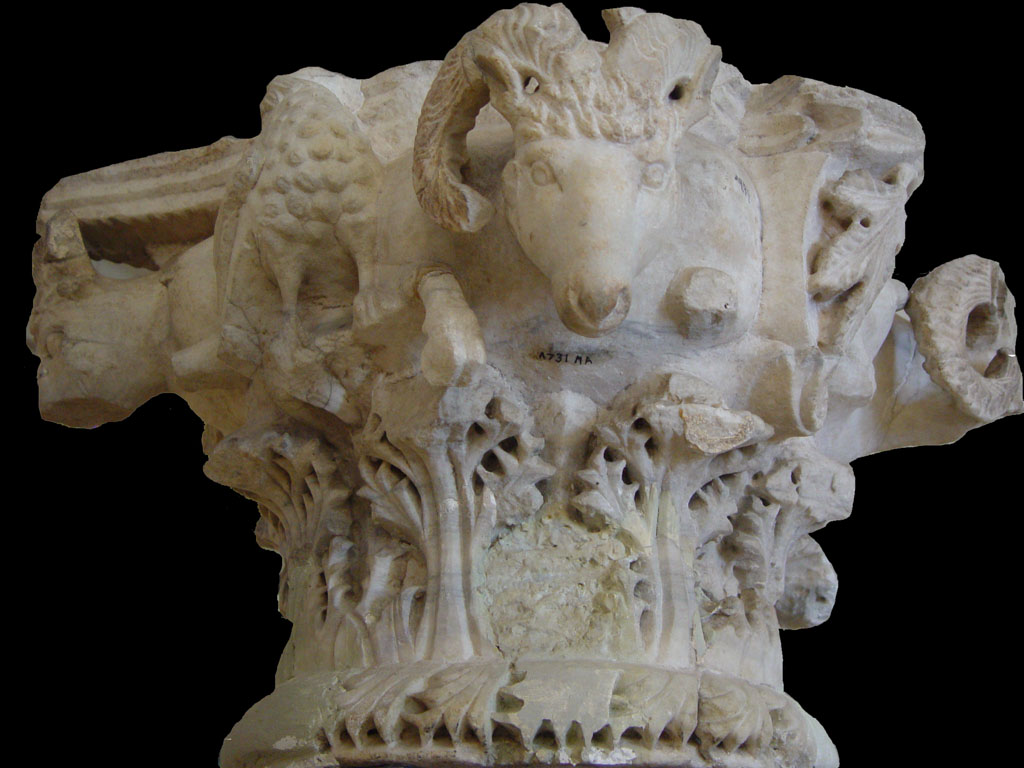
Capitel paleocristiano con prótomes de carnero de Anfípolis.

Al final de la Antigüedad, Anfípolis participó de la prosperidad económica de la provincia romana de Macedonia, cuyo testimonio es la multiplicación de iglesias cristianas. Significativamente, sin embargo, estas iglesias fueron construidas en un área restringida, al abrigo de los muros de la acrópolis: son el signo de que el gran perímetro fortificado antiguo no era defendible, y de que la población de la ciudad había disminuido considerablemente.
No obstante, el número, el tamaño y el lujo de las iglesias construidas entre el siglo V y el VI eran impresionantes: cuatro basílicas adornadas con ricos pavimentos de mosaicos y una cuidada escultura arquitectónica (ver el capitel con prótomes de carnero) han sido excavadas, así como una iglesia de planta central, hexagonal, que recuerda la de la San Vital de Rávena. Esta actividad edilicia solo puede comprenderse sabiendo que la Iglesia local acertó al beneficiarse de los antiguos circuitos del evergetismo, lo que desembocó en que la riqueza agrícola se tradujera en el crecimiento arquitectónico del centro urbano.
Anfípolis fue entonces un obispado sufragáneo de Tesalónica; el obispo es mencionado por primera vez en 553.

## De la reducción del área urbana a la desaparición de la ciudad
Las invasiones eslavas de finales del siglo VI acabaron por arruinar progresivamente el territorio interior anfipolitano, y acarrearon el declive de la ciudad, cuyos habitantes se replegaron en un primer momento en la acrópolis. Las murallas fueron preservadas, gracias a los materiales de construcción saqueados (spolia) y reutilizados de los diversos monumentos de la ciudad; las grandes cisternas, en desuso, de la ciudad alta fueron ocupadas por pequeñas casas y talleres de artesanos. Hacia la mitad del siglo VII,  se produjo una nueva reducción del área urbana, con la construcción de una nueva muralla con torres pentagonales, que atravesaba la acrópolis, por en medio de los monumentos existentes, así como las termas romanas, y sobre todo la basílica episcopal.
La ciudad fue probablemente abandonada en el siglo VIII. El último obispo del que se tiene noticia es en el 787. Los habitantes se refugiaron en la vecina Eyón, puerto de Anfípolis, reconstruida y vuelta a fortificar en época bizantina, con el nombre de Crisópolis. Dicho puerto conoció una cierta prosperidad, antes de ser abandonado en la época otomana. Los bizantinos la denominaron Popolia, y actualmente posee el nombre de Neokhorio.
Los últimos signos de actividad registrados en las inmediaciones de la ciudad consistieron en la construcción en 1367 de una torre fortificada al norte de la ciudad, por el gran primicerio Juan y el estratopedarca Alexis, con el fin de proteger las tierras que ambos habían donado al monasterio atónita del Pantocrátor.

## La exploración de Anfípolis

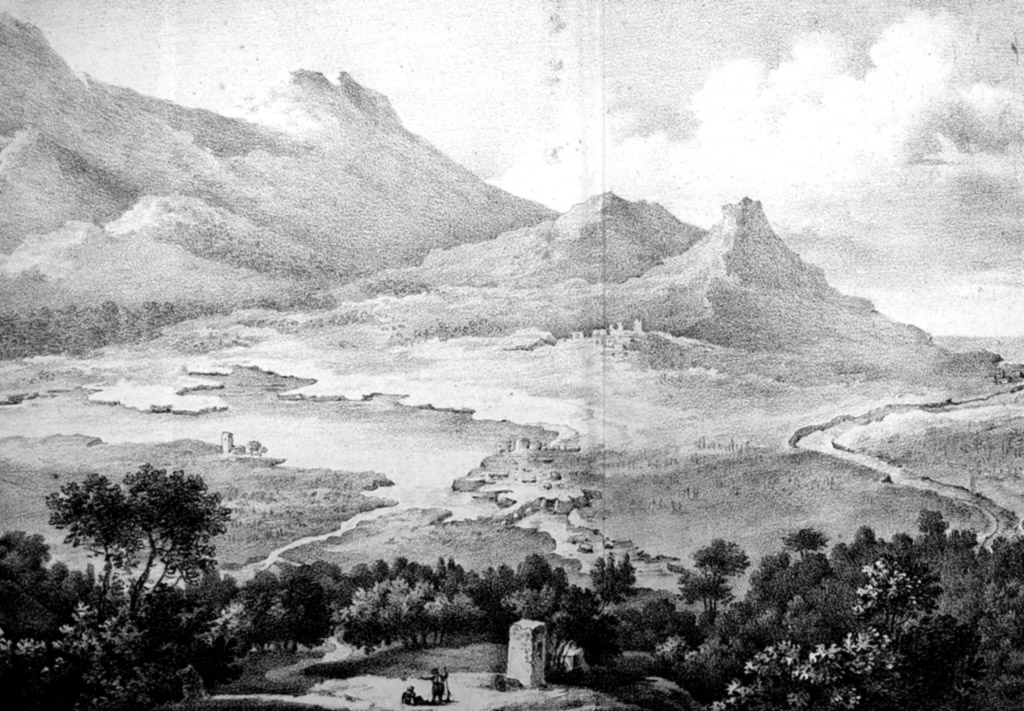
Las ruinas de Anfípolis vistas por E. Cousinéry en 1831: el puente sobre el Estrimón, las fortificaciones de la ciudad y la acrópolis.

El sitio ha sido reconocido y descrito por numerosos viajeros y arqueólogos desde el siglo XIX, como E. Cousinéry (1831) (véase grabado adjunto), L. Heuzey (1861), y P. Perdrizet (1894–1899). Este último sitúa las necrópolis al este de la ciudad antigua. Señala que el vasto conjunto comprendía de norte a sur tres cementerios: el helénico, el imperial y el cristiano.
En 1934, M. Feyel, de la École française d'Atenes, dirigió una misión epigráfica y sacó a la luz los restos del león funerario.
Pero las excavaciones no fueron comenzadas, en realidad, hasta después de la Segunda Guerra Mundial y fueron realizadas por la Sociedad Arqueológica de Atenas (Dimitrios Lazaridis entre 1956 y 1984) y el Servicio arqueológico, que sacaron a la luz una necrópolis, la muralla de la ciudad baja y los excepcionales vestigios (pilares de madera) de uno de los dos puentes sobre el Estrimón, el gimnasio, una gran residencia helenística y las basílicas de la acrópolis.

### Gran túmulo sepulcral

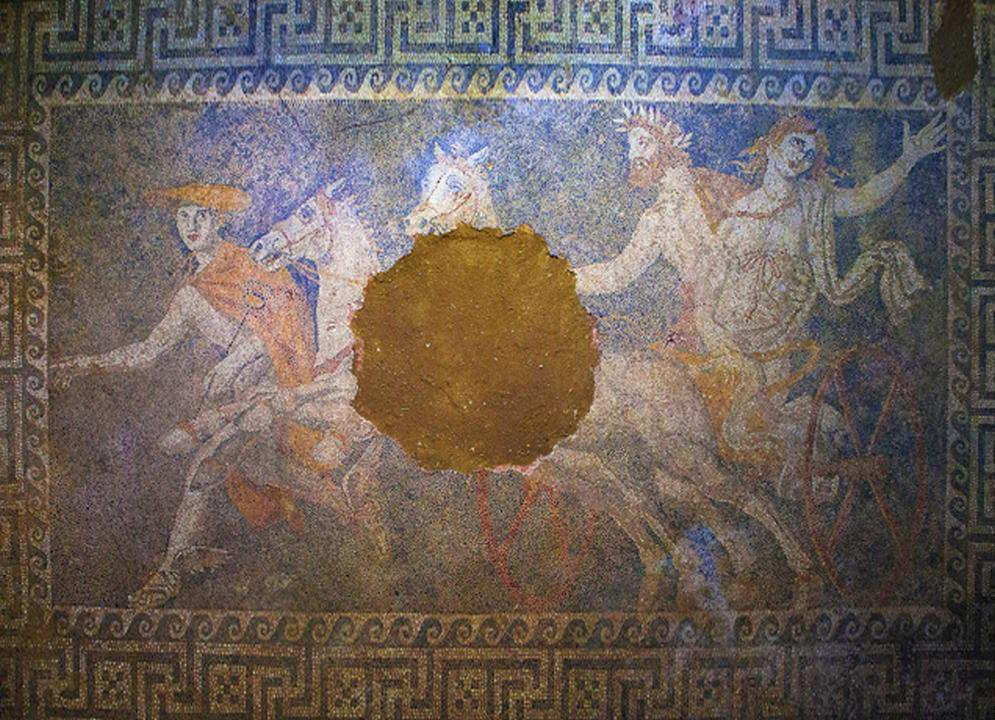
Imagen del mosaico encontrado en la tumba de Anfípolis.

Desde el año 2012 hasta diciembre del 2014 se realizaron excavaciones en la denominada colina Kasta de Anfípolis, donde ya en la década de 1960 había trabajado un equipo bajo la dirección de Dimitrios Lazaridis. En estos trabajos arqueológicos se ha hallado una sepultura que se ha fechado a fines del siglo IV a. C.

El complejo consta de un túmulo que se encuentra rodeado por un foso circular y una pared de piedra revestida con mármol de tres metros de alto y una circunferencia de unos 500 metros. El túmulo cuenta con una avenida procesional que culmina en un pórtico custodiado por dos esfinges de mármol de Tasos, dispuestas en un modo ligeramente similar a los mucho más antiguos leones de la puerta principal de Micenas. Dos cariátides esculpidas también en mármol de Tasos custodian una segunda cámara interior. En esta cámara se ha hallado un mosaico que representa el rapto de Perséfone por Hades junto al que aparece Hermes Psicopompo. En la tercera cámara se halló la cabeza de una de las esfinges de la entrada, restos de las alas de las esfinges, fragmentos de una puerta de mármol y una tumba en cista con fragmentos de huesos y restos decorativos. Los restos óseos pertenecen al menos a cinco personas: una mujer mayor de 60 años, dos hombres adultos de entre 35 y 45 años, un niño y otra persona cuyos restos son los únicos que fueron incinerados.
Sobre del túmulo se hallaron restos que podrían pertenecer a la base del pedestal del León de Anfípolis. El equipo arqueológico, dirigido por Katerina Peristeri, planteó en 2014 que esta conocida escultura monumental de un león sedente de mármol, descubierta a principios del siglo XX por miembros del ejército griego, habría servido originalmente como pináculo o coronación del túmulo.